# Компактна звезда
Термин компактна звезда у астрономији (понекад и компактни објекат) углавном се односи на беле патуљке, неутронске звезде, друге густе егзотичне звезде и црне рупе.
Већина компактних звезда су крајње тачке звездане еволуције и због тога се често називају звезданим остацима; форма остатка зависи првенствено од масе звезде при формирању. Сви ови објекти су мале запремине у односу на њихову масу што им даје веома велику густину. Термин компактна звезда се често користи када тачна природа звезде није позната, али докази сугеришу да је врло масивна и да има мали радијус, што потврђује једну од горенаведених категорија. Компактна звезда која није црна рупа може се назвати дегенерисана звезда.
У јуну 2020. године, астрономи су известили о сужавању извора брзих радио рафала (FRB), који сада вероватно могу укључивати „спајања компактних објеката и магнетаре који настају услед нормалног колапса језгра супернове“.

## Компактне звезде као крајња тачка звездане еволуције
Уобичајена крајња тачка звездане еволуције јесте креација компактне звезде. Атоми водоника под огромним притиском гравитационог поља звезде се подвргавају нуклеарној фузији, редукујући масу звезде, што доводи до редукције величине. У покушају хлађења, звезда зрачи енергијом у форми површинског сјаја. Овај губитак масе и енергије се резлтује редукцијом гравитационе потенцијалне енергије. Звезда смањује своју величину и наставља са повећањем гравитационе силе која је на самом почетку проузроковала нуклеарну фузију. Овај циклус се наставља док притисак гаса врућег ентеријера не може више издржати тежину звезде. Звезда колапсира у много гушће стање, у стање компактне звезде, у процес познат под називом звездана смрт. Компактна звезда нема унутрашњу продукцију енергије, али и даље може зрачити милионима година са вишком топлоте преосталим од колапса.

## Животни век
Иако компактне звезде могу да зраче и тако се хладе и губе енергију, нису им потребне високе температуре да би задржале своју структуру, као што је потребно обичним звездама. Ако изузмемо спољне поремећаје и распаде протона, оне могу трајати практично заувек. Верује се да ће црне рупе коначно испарити из Хокингове радијације након трилион година. Судећи по нашим тренутним стандардним моделима физичке космологије, све звезде ће евентуално еволуирати у хладну и тамну компактну звезду до времена када свемир ступи у такозвану дегенеративну еру у веома далекој будућности.
Нешто детаљнија деифиниција компактиних објеката често укључује мање чврсте објекте као што су планете, астероиди и комете. Постоји невероватно велика разноликост међу звездама и осталим грудвицама топле материје, али по теорији термодинамике, сва материја у универзуму мора евентуално завршити као нека форма компактног објекта.

## Бели патуљци
Звезде под називом дегенеративни патуљци, или, чешће, бели патуљци, сачињени су највише од дегенеративне материје, углавном од једра угљеника и кисеоника у мору дегенерисаних електрона. Бели патуљци произилазе из језгра главног низа звезда и зато су веома топли када се формирају. У току хлађења они ће црвенити и маглити док не постану тамни црни патуљци. Бели патуљци су посматрани у деветнаестом веку, али огромна густина и притисак који поседују није објашњен све до двадесетих година 20. века.
Једначина стања дегенеративне материје је "мека", што значи да ће додавање масе довести до смањења објекта. Ако наставимо са додавањем масе сада већ белом патуљку, објекат ће се скупити и централна густина ће постати још већа, са још вишом енергијом дегеративних електрона. Звездани радијус је сада смањен на само нешто мање од хиљаду километара, а маса се приближава теоретској горњој граници масе белог патуљка, која износи око 1,4 пута масе Сунца.
Ако узмемо материју из центра нашег белог патуљка и полако је компресујемо, прво ћемо уочити електроне натеране на спајање са језгром, мењајући њихове протоне са неутронима по обрнутом бета распаду. Равнотежа се помера ка тежем језгру, богатијем неутронима који нису стабилни на свакодневној густини. Како се густина повећава, ова језгра постају још већа и слабије везана. На критичној густини од око 4·1014 kg/m³ атомско језгро тежи распадању на протоне и неутроне. Коначно, достигли бисмо тачку где материја има густину атомског језгра (~2·1017 kg/m³). У овом тренутку, материја је углавном састављена из слободних неутрона, уз малу количину протона и електрона.
У неким бинарним звездама које садрже белог патуљка, маса прелази са пратеће звезде на белог патуљка, и гура га преко Чандрасекарове границе. Електрони реагују са протонима да би формирали неутроне, и на тај начин више се не снабдева неопходним притискокм потребним за опирање гравиитацији, што проузрокује колапс звезде. Ако је средиште звезде састављено углавном од угљеника и кисеоника, онда такав гравитациони колапс покреће фузију угљеника и кисеоника, а резултат тога јесте супернова типа Ia, која комплетно разноси звезду пре него што колапс постане неповратан. Ако је средиште састављено углавном од магнезијума и тежих елемената, колапс се наставља. Како се густина све више повећава, преостали електрони реагују са протонима ради формирања још више неутрона. Колапс се наставља све док (на већој густини) неутрони не постану дегенерисани. Успостављање нове равнотеже је могуће након што се звезда смањи за три величине, на радијус између 10 и 20 km. Ово је неутронска звезда.
Иако прва неутронска звезда није посматрана све до 1967. године када је први радио пулсар откривен, појам неутронске звезде преложили су Баде и Звицки 1933. године, једну годину након открића неутрона, 1932. године.
Они су схавтили да би због велике густине неутронске звезде колапс уобичајене и неутронске звезде ослободио велику количину гравитационе потенцијалне енергије, обезбеђујући могуће објашњење супернове. 

Ово је објашњење за супернове типа Ib, Ic, и II. Овакве супернове се догађају када гвоздено средиште велике звезде прелази Чандрасекарову границу и колапсира у неутронску звезду.
Као и електрони, неутрони су фермиони. Они омогућавају дегенерацију неутронског притиска ради подржавања неутронске звезде против колапса. Такође, одбојне интеракције између два неутрона омогућавају додатан притисак. Као што је Чандрасекарова граница за беле патуљке, постоји и масена граница за неутронске звезде: Толман-Опенхемер-Волкоф граница, где ове силе нису више у могућности да одржавају звезду. Како силе у густој материји нису добро схваћене, ова граница није скроз позната, али верује се да је негде износи између 2 и 3 M☉ (соларне масе). Ако се више масе нагомила на неутронску звезду, овај масени лимит ће бити достигнут. Оно што се дешава касније није у потпуности разјашњено.

## Компактни релативистични објекти и генерализовани принцип несигурности
Заснован на генерализованом принципу несигурности (ГПН), предложен одређениим приступима квантној гравитацији као што су Стринг теорија и дупло специјалним теоријама релативитета, проучаван је ефекат ГПН-а на термодинамичка својства компактних звездаса две различите компоненте. Теуфик и његови сарадници су забележили да постојање исправке квантне гравитације настоји да се одупре колапсу звезда, у случају да ГПН параметар заузима вредност између Планкове скале и скале слабих електрона. У поређењеу са другим приступима, откривено је да би радијуси компактних звезда требало да буду мањи, као и да енергија која је у порасту смањује радијус компактних звезда.

## Егзотичне звезде
Егхзотична звезда је компактна звезда састављена од материје која није електрон, протон или неутрон, избалансирана са гравитационим колапсом дегенеративним притиском или другим квантним својствима. У ове звезде спадају чудне звезде које се састоје из чудне материје, као и преонске звезде које се састоје из преона.
Егзотичне звезде су углавном теоретске, али опсервације из Чандра рендгенске опсерваторије направљене 10. априла 2002. године су откриле две могуће чудне звезде, заведене под именима RX J1856.5-3754 и 3C58, за које се раније сматрало да су неутронске звезде. Засновано на познатим законима физике, друга наведена је деловала много мање, а прва много хладнија него што би требало да буде, што наводи на закључак да су састављене из много гушћег материјала него што је неутронијум. Међутим, ове опсервације су се сусреле са скептицизмом од стране истраживача који кажу да резултати нису одрживи.

### Кварк и чудне звезде
Ако су неутрони довољно стиснути на високој температури, они ће се раставити на своје компоненте, кваркове, чинећи оно што се назива кварк материјом. У овом случају, звезда ће даље нарасти и постаће гушћа, али уместо потпуног колапса у црну рупу, постоји могућност да ће се звезда стабилизовати и преживети своје стање недефинисаности, док год је додата одређена маса. До одређених граница ће постати огромни нуклеон. Звезда у овом хипотетичком стању се назива кварк звезда, или одређеније чудна звезда. Пулсари RX J1856.5-3754 и 3C58 су можда кварк звезде. За већину неутронских звезда се сматра да имају језгро састављено од кварк материје, али је то тешко утврдити путем опсервације.

### Преонске звезде
Преонска звезда је врста копмактне звезде за коју се сматра да се састоји од преона, групе хипотетичких субатомских честица. За преонске звезде се сматра да имају велику густину, која премашује 1023 килограма по кубном метру – што их по величини поставља између кварк звезда и црних рупа.

### Кју звезде
Кју звезда (или сива рупа) је хипотетичка компактна, тежа неутронска звезда са егзотичним стањем материје, у којој се налази одређени број лестица.

### Електрослабе звезде
Електрослаба звезда је теоретички тип егзотичне звезде, при чему је гравитациони колапс звезде спречен притиском радијације као последице електрослабог сагоревања, то јест, енергије испуштене кроз конверзију кваркова у лептоне путем електрослабе снаге. Овај процес се одвија у језгру звезде у величини која је сразмерна отприлике величини једне јабуке, садржећи скоро па дуплу Земљану масу.

## Црне рупе
Како је све већа маса акумулирана, еквилибријум насупрот гравитационог колапса достиже тачку пуцања. Звездани притисак је недовољан за противтежну гравитацију, те се у пар милисекунди дешава катастрофални гравитациони колапс. Друга космичка брзина на површини, већ од бар 1/3 брзине светлости, брзо достиже брзину светла. Никаква енергија или материја не може побећи: створена је црна рупа. Сва светлост ће бити заробљена у оквиру хоризонта догађаја, те црна рупа изгледа стварно као да је црна, осим при могућности Хокинг радијације. Сматра се да ће се колапс наставити.
По класичној општој теорији релативитета, биће створен гравитациони сингуларитет који ће заузимати простор не више од једне тачке. Могућ је нови застој катастрофалног гравитационог колапса у величини која се може поредити са Планк дужином, али на тим дужинама нема теорије која може предвидети шта се може догодити. Додавање икакве масе црној рупи ће произвести радијус хоризонта догађаја да би линеарно повећао масу централног сингуларитета. Ово ће индуковати одређену промену у својствима црних рупа, као што је умањивање притиска плиме близу хоризонта догађаја, и умањивање гравитационог поља јачине на хоризонту. Међутим, неће бити никаквих додатних промена у квалитету структуре која се повезује са икаквим повећањем масе.

### Алтернативни модели црних рупа
- Нејасна лопта
- Гравазвезда
- Звезда тамне материје
- Црна звезда
- Магнетносферски вечно колапсирајући објекат
- Тамна звезда
- Првобитна црна рупа